# Vol. 1 (album Hurt)
Vol. 1 – trzeci oficjalny album zespołu Hurt, ale pierwszy wydany przez wielką wytwórnię.

## Lista utworów
1. Shallow  (L. Wince) 	3:50
2. Rapture  (L. Wince) 	5:40
3. Overdose  (L. Wince) 	6:37
4. Falls Apart  (L. Wince) 	4:41
5. Forever  (L. Wince) 	3:34
6. Losing  (L. Wince) 	5:08
7. Unkind  (L. Wince) 	4:07
8. Danse Russe  (L. Wince) 	3:53
9. Dirty  (L. Wince) 	5:27
10. Cold Inside  (L. Wince) 	4:21
11. House Carpenter  (L. Wince) 	9:33